# Sonic Colors
Sonic Colors (ソニック カラーズ Sonikku Karāzu?), lanzado en Australia y Europa como Sonic Colours, es un videojuego de plataformas para Wii y Nintendo DS sobre Sonic. Se anunció por primera vez el 26 de mayo de 2010 en un comunicado de prensa por Sega para Italia, e incluyó un tráiler del juego. El juego se lanzó el 11 de noviembre de 2010 en Australia, el 12 de noviembre de 2010 en Europa, el 16 de noviembre de 2010 en América del Norte, y el 18 de noviembre de 2010 en Japón. Existe un remaster titulado Sonic Colors Ultimate (ソニックカラーズ アルティメット Sonikku Karāzu Arutimetto?)  lanzado el 7 de septiembre de 2021, celebrando el 30° aniversario de la saga.

## Argumento
Después de un tiempo, el Dr. Eggman supuestamente se ha arrepentido de sus indiscreciones pasadas y quiere compensarlo construyendo un parque de diversiones en el espacio intergaláctico, inspirado por parques de atracciones de varios lugares del planeta. Sin embargo, el verdadero propósito de este parque de atracciones es capturar a unas criaturas alienígenas conocidas como Wisps y aprovechar su energía de colores (hyperina) para sus planes nefastos. Un Wisp llamado Yacker, uno de esos alienígenas le informa a Sonic y Tails sobre los malvados planes del Dr. Eggman y les pide su ayuda para rescatar a su gente, se embarca en un viaje al parque de atracciones del Dr.Eggman para liberar a los Wisps aprisionados que habitan cada planeta y así frustrar los malvados planes del Dr. Eggman y destruir el parque de Eggman.

## Jugabilidad
Sonic Colors quiere que los jugadores jueguen como al primer Sonic the Hedgehog, utilizando un movimiento similar al que aparece en Sonic Unleashed, ya que atraviesa cada planeta para rescatar a las víctimas del Dr. Eggman. La versión de Wii utilizará una mezcla de Perspectivas 2D y 3D, similar a las etapas de día del Sonic Unleashed, mientras que en la versión de Nintendo DS se podrá disfrutar de la doble pantalla que ofrece dicha consola portátil, similar a la de Sonic Rush.
La versión de Wii se puede jugar con el Wii Remote, Wii Remote y el Nunchuck, Wii Classic Controller, y Nintendo GameCube. La versión DS se controla principalmente por el d-pad y los botones, pero en algunas partes se puede utilizar la pantalla táctil.
Durante el juego, los jugadores pueden usar el poder de la energía de color obtenidos a partir de los Wisps, para recorrer los ambientes y explorar nuevas áreas. Habrá un total de 8 Wisps en la versión de Wii y 6 en la versión de DS, con algunos Wisps exclusivos de cada versión. Junto con los Wisps blancos que dan impulso extra a Sonic, como por ejemplo: incluyen el láser Cian que permite a Sonic a rebotar en las superficies y viajar a través de líneas de alta tensión, el taladro amarillo que permite a Sonic excavar en superficies de tierra para llegar a zonas ocultas, y el cohete Naranja que impulsa a Sonic a través del cielo como un cohete. Ocultos a lo largo de cada nivel se encuentran los 'anillos especiales" de color rojo que desbloquean contenido dentro del juego.
La versión de Wii cuenta con el 'Sonic Simulator' un modo, en el que el/los jugador/es controlan a los 'Sonic-bots "a través de una serie de desafíos, ya sea solo o co-operativo, con dos Sonic-robots capaces de combinar los poderes de los distintos Wisps. La versión de DS cuenta con etapas especiales, similares a Sonic Rush, que requieren que los jugadores recolecten las esferas de un color determinado, así como el Time Attack y modos multijugador competitivo. El juego también contará con tablas de clasificación en línea para ambas versiones del juego.

### Wisps
- Yacker - Es un Wisp Blanco que informa a Sonic de los planes del Dr. Eggman y se une a él en su viaje.
- Wisp blanco - Permite que Sonic pueda aumentar la velocidad en cualquier momento. Este wisp permite la habilidad del turbo, con el que Sonic puede destruir ciertos enemigos a su paso, atraer anillos cercanos y a la vez de poder correr sobre el agua.
- Láser Cian - Convierte a Sonic en un láser que puede rebotar en las superficies y viajar a través de líneas de alta tensión.
- Taladro Amarillo - Permite a Sonic perforar la tierra suave y bucear en el agua. Sonic pierde una vida si todavía está bajo tierra cuando el tiempo de uso se agote.
- Cohete Naranja - Impulsa a Sonic hacia arriba para ir a grandes alturas, seguido de un aterrizaje de nuevo a tierra firme.

Wisps para Wii
- Pincho Rosa - Convierte a Sonic en una bola de pinchos de color rosa que se pega a las paredes y techos, a la vez cuenta con la clásica habilidad del Spin Dash. Además tiene la habilidad de acumular potencia y de esta manera salir propulsado. También puede utilizarse para destruir cajas negras brillantes.

- Planeador Verde - Sonic puede flotar y realizar recorridos a través de líneas de anillos
- Cubo Azul - Sonic es capaz de cambiar los bloques azules en anillos azules y viceversa, abriendo así nuevas rutas. Cuando lo usa y aterriza en tierra, los enemigos cercanos pueden ser destruidos. También puede usarse para destruir cajas negras brillantes si das un golpe al estar cerca de ellas.
- Frenesí Púrpura - Convierte a Sonic en una criatura púrpura que muerde y destruye cualquier cosa en su camino, aumentando con esto su tamaño, a la vez de atraer todos los anillos cercanos.

Wisps para Nintendo DS
- Ardor Rojo - Convierte a Sonic en una bola de fuego que le permite estallar en cualquier dirección.
- Vacío Violeta - Convierte a Sonic en una esfera fantasma con forma de agujero negro que le permite flotar, pasar por ventiladores y absorber cualquier anillo o enemigo cercano.

## Doblaje
El doblaje Español es exclusivo de Sonic Colors: Ultimate debido a que el juego original no lo tenía.
| Personaje            | Actor de voz      | Actor de voz      | Actor de voz          |
| Personaje            | Japonés           | Inglés            | Español               |
| Sonic the Hedgehog   | Jun'ichi Kanemaru | Roger Craig Smith | Ángel de Gracia       |
| Miles "Tails" Prower | Ryō Hirohashi     | Kate Higgins      | Graciela Molina       |
| Doctor Eggman        | Chikao Ōtsuka     | Mike Pollock      | Francesc Belda        |
| Orbot                | Mitsuo Iwata      | Kirk Thornton     | Albert Vilcan         |
| Cubot                | Wataru Takagi     | Wally Wingert     | Xadi Mouslemeni Mateu |
| Comentarista Wisp    | Fumihiko Tachiki  | Roger Craig Smith | Xadi Mouslemeni Mateu |

## Niveles

### Un jugador
- Tropical Resort: Una zona de Hoteles Resort y parques de atracciones con vistas a la tierra.
- Sweet Mountain: Área construida con dulces y comida rápida.
- Planet Wisp: Hogar de los wisps. Planeta verde y con llanuras que está siendo destruido por Eggman para expandir su parque de atracciones.
- Starlight Carnival: Se trata de un desfile de naves espaciales de colores.
- Aquarium Park[6] Un planeta de agua con edificios orientales.
- Asteroid Coaster. Cadena de asteroides llenos de ácido. Aquí, el Dr. Eggman convierte los wisp en nega-wisps gracias a la hyperina.
- Terminal Velocity: Ascensor espacial.

modo desafío

### Multijugador
- Game Land: Mundo para jugar el modo multijugador del juego, también es posible jugarlo por solitario, al superar todos los niveles de Game Land, las Chaos emeralds se desbloquearán, lo que permite que Sonic se transforme en Super Sonic en los otros niveles del juego.

## Desarrollo
Sonic Team examinó las críticas de los anteriores juegos de Sonic de algunos críticos y fanes y adaptado al juego. Los cambios realizados incluyen una amalgama de 2D y 3D, diseño de niveles y gráficos, impulsado por el juego del encendido, y la omisión de "truco" temas como la espada de Sonic y el Caballero Negro. Uno de los primeros desarrollos realizados fue la decisión de que el ajuste debe ser un parque de diversiones, el Sonic Team se dio cuenta de que "cualquier tipo de parque de atracciones terrestres sería demasiado pequeño para contener las aventuras de Sonic." A partir de este hecho giró la idea de un parque interplanetario, lo que permitiría reducir el realismo en el juego. La música fue escrita a continuación de "ampliar más allá del habitual Sonic 'enfriar' el sonido y centrarse en la fabricación de diversión, ritmo de la música, hasta que realmente se recibe la sangre de los jugadores de bombeo..." Takashi Iizuka ha dicho que Sonic Colors se dirigirá a los niños, indicando que el juego está destinado a ser "... interpretado por los niños, probablemente de entre seis y doce años de edad, para asegurarse de que todos puedan jugar y divertirse con ella" mientras que Iizuka había admitido previamente que es casi imposible complacer a todos los jugadores de Sonic. Esta declaración había alienado a algunos críticos y jugadores fundamentales que disfrutaron del juego en Sonic the Hedgehog 4 durante sus apariciones en convenciones, con Sega de América después asegurar que el juego se destina para todos, con el objetivo de hacerlo accesible tanto para jugadores más jóvenes y los aficionados núcleo.Iizuka explicó más tarde su comentario, indicando el juego es una corriente adecuada de plataformas título para la Wii y DS, con la intención de ampliar la audiencia obtenida con la de Mario y Sonic serie.
El guion de Sonic Colors fue escrito por Ken Pontac y Warren Graff. El juego, junto con Sonic Free Riders, también será el primero de la serie para ofrecer a los actores de voz Jean Paul Makhlouf de la banda estadounidense Cash Cash se realizan juegos temáticos de la canción, "Reach For The Stars".
Las personas que antes de fin de la versión japonesa del juego recibirá una tarjeta especial compatible con el juego de arcade Rekishi Taisen Gettenka, permitiendo Sonic a aparecer en el juego.Los jugadores de América del Norte que pre-ordenen el juego a través de Gamestop recibirán un Sonic con sombrero. Las cifras de Sonic y los Jirones se incluirá con pre-órdenes del juego a través de Argos en el Reino Unido y EB Games en Australia. Una adaptación manga de Sonic Colors también ha sido lanzado en Japón.

## Super Sonic

### Versión de Wii
Para obtener a Super Sonic necesitas obtener 180 anillos estrella roja y ganarte las Chaos Emeralds cuales se obtienen en el mundo ""Gameland"", cuyos actos consisten en los niveles que hay en el juego, pero con un diseño cúbico y con un color en especial. Puedes jugar con Super Sonic en cualquier nivel del juego excepto en "Gameland"

### Versión de Nintendo DS
Se pueden conseguir las Chaos Emeralds si terminas cualquier nivel de un mundo con 50 anillos, podrás acceder a la fase especial para poder obtenerlas. Sólo podrás jugar con Super Sonic en el Jefe Final oculto (Nega-Mother Wisp).

## Recepción
Comentarios para el juego fueron en su mayoría positivos, con un Metacritic ranking de los 77 para la versión de Wii y 81 para la versión de DS y un GameRankings puntuación de 78,71% para la versión de Wii y 77,07% para la versión DS.
IGN le dio a las dos versiones una puntuación de 8.5 y Editor's Choice Award uno, llamándolo "el mejor juego de Sonic en 18 años", alabando su juego y el diseño de niveles, al tiempo que criticaba algunas dificultades picos más adelante en el juego, así como los dos jugadores diciendo: "Una pantalla no es suficiente para dos erizos." IGN también le dio la versión de Wii "Quick Premio Fix" en su mejor estado de los premios de 2010.
También fue nominado para El mejor juego de IGN de 2010, pero perdió ante Super Mario Galaxy 2. 
Famitsu dio la versión de Wii 34/40, mientras que la versión de DS anotó 32/40. 
NGamer dio el juego de Wii el 86%, alabando su juego y la banda sonora, a pesar de criticar algunos fáciles y jefes.
Nintendo Power dio la versión de Wii de Sonic Colors 9 de 10, alabando el juego como "un éxito indudable", y dio la versión de DS 7,5 de 10, criticando a la corta duración del juego Official Nintendo Magazine le dio el juego del 86% para la versión de Wii y el 85% para la versión de DS. WiiMagazine, una revista de juegos alemana, dio la versión de Wii un 92% y la versión de DS un% Nota 90 alabando un comentario diciendo: "Hay un Dios, y él es un Sonic-fan". Joystiq dio el juego 4 de 5 estrellas, diciendo: "Sonic colors es un éxito, porque otros juegos de Sonic han fracasado". 
Eurogamer dio la versión de Wii 8/10, que calificó de "tremendamente rápido y totalmente emocionante." GameSpot dio la versión de Wii un 8 de 10 alabando juego el nivel de diseño, la sensación de velocidad y gráficos. 
Comentarios de CNET dio el juego de 4 estrellas, alabando que el juego ofrece una mezcla de acción en 3D y desplazamiento de Sonic clásico con efectos visuales deslumbrantes y estimulante de plataformas. 
1UP.com dio la versión de Wii un rango B+, llamándolo "el mejor Sonic 3D en años." También dio la versión de Wii un 7/10, alabando su "Excelente música, gráficos de colores" y "divertido y variado diseño de los niveles", mientras que una crítica a su "un poco nerviosa salto controles "y el hecho de que los niveles posteriores" están llenas de muertes barato".
Spong dio la versión de Wii un 93%, la puntuación más alta hasta la fecha, diciendo que es mejor que el juego de Sonic de la década.
GameTrailers fue más crítico con el juego, citando controles unreponsive e infrautilizadas poderes Wisp, dando la versión de Wii un 6.4, prefiriendo la versión de DS, que obtuvo un 7.9. 
GamesRadar dio la versión de Wii 7 / 10, elogiando la rejugabilidad del juego al tiempo que criticaba algunos "muertes horribles". 
PixlBit.com también fue crítico, la concesión de la versión de Wii un 2.5 / 5, que citan la falta de diversidad de enemigos, además de las críticas de escenas, la escenografía, y la desigual dificultades derivadas de la escenografía pobre.
Game Informer dio la versión de Wii una puntuación de 7.0, criticando la física vaporoso y dificultad incompatible, aunque lo hizo de adjudicación la versión de DS un puntaje de 8.5, diciendo que Dimps continúa su ejecución de títulos de entretenimiento con Sonic Colors". 
Destructoid revisor Jim esterlina dio la versión de Wii un puntaje de 4.5/10, afirmando que era "... terriblemente diseñado... poniendo el foco sobre las muertes de trampas en lugar de verdaderos retos ", pero él dio la versión de DS con un puntaje de 8.5/10, llamándolo "el mejor juego de Sonic lanzado este año.
La revista de videojuegos de España, la "Hobby Consolas", calificaron a este juego con un 92, afirmando que han conseguido resurgir la esencia de Sonic, es decir, se está levantando de la ruina para alcanzar la gloria.
| Videojuegos de Sonic the Hedgehog |                      |                            |
| Predecesor: Sonic Unleashed       | Periodo: 2009 - 2010 | Sucesor: Sonic Free Riders |

## Sonic Colors: Ultimate
Sonic Colors: Ultimate es el remaster del juego original de Wii lanzado 11 años atrás, lanzado el 7 de septiembre de 2021. Las grandes novedades que contiene esta nueva versión incluye gráficos notablemente mejorados en aspectos de iluminación y calidad de texturas, soporte para 60FPS (excepto Nintendo Switch), un soundtrack completamente pulido, y la posibilidad de personalizar a Sonic con algunos paquetes cosméticos incluidos en la versión Deluxe o comprados por separado en las tiendas virtuales de sus plataformas correspondientes. 
Se distribuye en formato digital, cartucho de Nintendo Switch y Blu-Ray de PlayStation 4/PlayStation 5 o Xbox One/Xbox Series X|S. Para ambas versiones se ofrecen paquetes estándar y Deluxe, incluyendo este último colores nuevos para los zapatos y guantes de Sonic, variaciones en el efecto de turbo durante el juego, y fotos de perfil para las respectivas plataformas. La versión Deluxe física incluyó un llavero de Baby Sonic, haciendo promoción a Sonic, la película, lanzada en 2020.
Sin embargo, aquellos usuarios que tuvieron acceso anticipado al juego reportaron problemas visuales serios en la versión para Nintendo Switch, presentando gráficos distorsionados y destellos de luz desproporcionados que llegaban a aturdir al usuario. La desarrolladora, Blind Squirrel Entertainment, anunció dos días antes del lanzamiento oficial un parche mayor para corregir los problemas anteriormente mencionados para la plataforma de Nintendo Switch.
Para IGN, Sonic Colors Ultimate tiene una calificación de 8/10, argumentando que "el nuevo contenido del juego no es muy relevante, pero sigue demostrando cómo debe de ser un juego de Sonic, incluso después de casi 11 años". En MetaCritic, obtiene una calificación de 65/100. Si bien se pulieron los aspectos visuales con respecto a la versión de Wii, algunos usuarios incluso compararon los bugs de la primera versión con Sonic the Hedgehog de 2006, haciendo referencia a los numerosos problemas que tuvo este último título.